# Dubbelgångaren (film, 1967)
Dubbelgångaren (engelska: The Double Man) är en brittisk-amerikansk spionfilm från 1967 i regi av Franklin J. Schaffner. 
Filmen är baserad på Henry S. Maxfields roman Legacy of a Spy.

## Handling
En CIA-agent blir inblandad i en komplott där han ska kidnappas och ersättas med en rysk dubbelgångare.

## Rollista i urval
- Yul Brynner - Dan Slater / Kalmar
- Britt Ekland - Gina Ericson
- Clive Revill - Frank Wheatly
- Anton Diffring - överste Berthold
- Moira Lister - mrs Carrington
- Lloyd Nolan - Bill Edwards
- George Mikell - Max Gruner
- Julia Arnall - Anna Wheatly
- David Bauer - Andrew Miller